# Ictistygna adusta
Ictistygna adusta là một loài bọ cánh cứng trong họ Anthicidae. Loài này được Pascoe miêu tả khoa học năm 1866.